# Charix
Charix är en kommun i departementet Ain i regionen Auvergne-Rhône-Alpes i östra Frankrike. Kommunen ligger  i kantonen Nantua som ligger i arrondissementet Nantua. Kommunens areal är 18,27 km². År 2022 hade Charix 280 invånare.

## Befolkningsutveckling
Antalet invånare i kommunen Charix
Referens: INSEE